# Теорема Лестера

Точки Ферма, центр окружности девяти точек (светло-голубой), и центр описанной окружности зелёного треугольника лежат на окружности Лестера (чёрная).

Теорема Лестера — утверждение в геометрии треугольника, согласно которому в любом разностороннем треугольнике две точки Ферма, центр девяти точек и центр описанной окружности лежат на одной окружности (окружности Лестера). Названа именем канадского математика Джун Лестер (June Lester).

## Доказательства

### Доказательство Гиберта с помощью гиперболы Киперта
Теорема об окружности Лестера вытекает из более общего утверждения Б. Гиберта (2000), а именно, что любая окружность, диаметр которой является хордой гиперболы Киперта треугольника и перпендикулярен его прямой Эйлера, проходит через точки Ферма.

### Лемма Дао на прямоугольной гиперболе

Теорема Дао о прямоугольной гиперболе

В 2014 году Дао Танх Оай (Đào Thanh Oai) показал, что результат Гиберта следует из свойств прямоугольных гипербол. А именно, пусть точки {\displaystyle H} и {\displaystyle G} лежат на одной ветви прямоугольной гиперболы {\displaystyle S}, а {\displaystyle F_{+}} и {\displaystyle F_{-}} — две точки на {\displaystyle S}, симметричные относительно её центра (точки-антиподы), в которых касательные прямые к {\displaystyle S} параллельны прямой {\displaystyle HG}.
Пусть {\displaystyle K_{+}} и {\displaystyle K_{-}} — две точки на гиперболе, касательные прямые в которых пересекаются в точке {\displaystyle E} на прямой {\displaystyle HG}. Если прямая {\displaystyle K_{+}K_{-}} пересекает {\displaystyle HG} в точке {\displaystyle D}, и перпендикуляр в середине отрезка {\displaystyle DE} пересекает гиперболу в точках {\displaystyle G_{+}} и {\displaystyle G_{-}}, то шесть точек {\displaystyle F_{+},F_{-},E,D,G_{+},G_{-}} лежат на одной окружности.
Чтобы получить теорему Лестера из этого результата, необходимо взять в качестве {\displaystyle S} гиперболу Киперта треугольника, в качестве точек {\displaystyle F_{+},F_{-}} — точки Ферма, точками {\displaystyle K_{+},K_{-}} будут внутренняя и внешняя точки Вектена, точками {\displaystyle H,G} будут ортоцентр и центроид треугольника.